# Hebau
Hebau (Herbau) ist eine osttimoresische Aldeia im Suco Edi (Verwaltungsamt Maubisse, Gemeinde Ainaro). 2015 lebten in der Aldeia 603 Menschen.

## Geographie
Hebau reicht vom Zentrum bis in den Nordwesten des Sucos Edi. Nördlich befindet sich die Aldeia Lobibo, östlich die Aldeia Demutete und südlich die Aldeia Rai-Mera. Im Westen grenzt Hebau an die Sucos Maulau, Maubisse und Aituto. Die Grenze zu Aituto bildet der Colihuno, ein Nebenfluss des Carauluns. Kleine Zuflüsse passieren die Aldeia im Westen und im Zentrum. Im Norden befindet sich die kleine Siedlung Hebau, ansonsten befinden sich in der Aldeia vor allem einzeln oder nur in kleinen Gruppen stehende Gebäude. Im Osten steigt das Land zu einem Berg mit über 1800 m an.